# Cheile Cernei (sit SCI)
Cheile Cernei  este o arie protejată (sit de importanță comunitară — SCI) din România, desemnată în scopul protejării biodiversității și menținerii într-o stare de conservare favorabilă a florei spontane și faunei sălbatice, precum și a habitatelor naturale de interes comunitar aflate în arealul zonei de protecție. Aceasta este situată în sud-vestul Transilvaniei, pe teritoriul județului Hunedoara.

## Localizare
Aria naturală este situată în Munții Poiana Ruscă (grupare montană aparținând lanțului Carpatic al Occidentalilor), în vestul județului Hunedoara, pe teritoriile administrative ale comunelor Lunca Cernii de Jos și Toplița.

## Înființare
Zona a fost declarată sit de importanță comunitară prin Ordinul Ministerului Mediului și Dezvoltării Durabile Nr.1964 din 13 decembrie 2007 (privind instituirea regimului de arie naturală protejată a siturilor de importanță comunitară, ca parte integrantă a rețelei ecologice europene Natura 2000 în România) și se întinde pe o suprafață de 512.9 hectare. Aceasta include rezervația naturală omonimă (2 ha).
Situl reprezintă o arie naturală (abrupturi stâncoase, păduri de foioase, păduri în tranziție, păduri caducifoliate, pajiști ameliorate, pășuni, râuri) încadrată în bioregiunea alpină a Munților Apuseni. Din punct de vedere geologic acesta prezintă în mare parte o zonă de cheiuri (versanți abrupți) săpate în roci metamorfice (gnaise și feldspați) de apele râului Cerna. Relieful petrografic este dezvoltat pe șisturi cristaline; roci aparținând cristalinului getic din seria Sebeș-Lotru.

## Biodiversitate

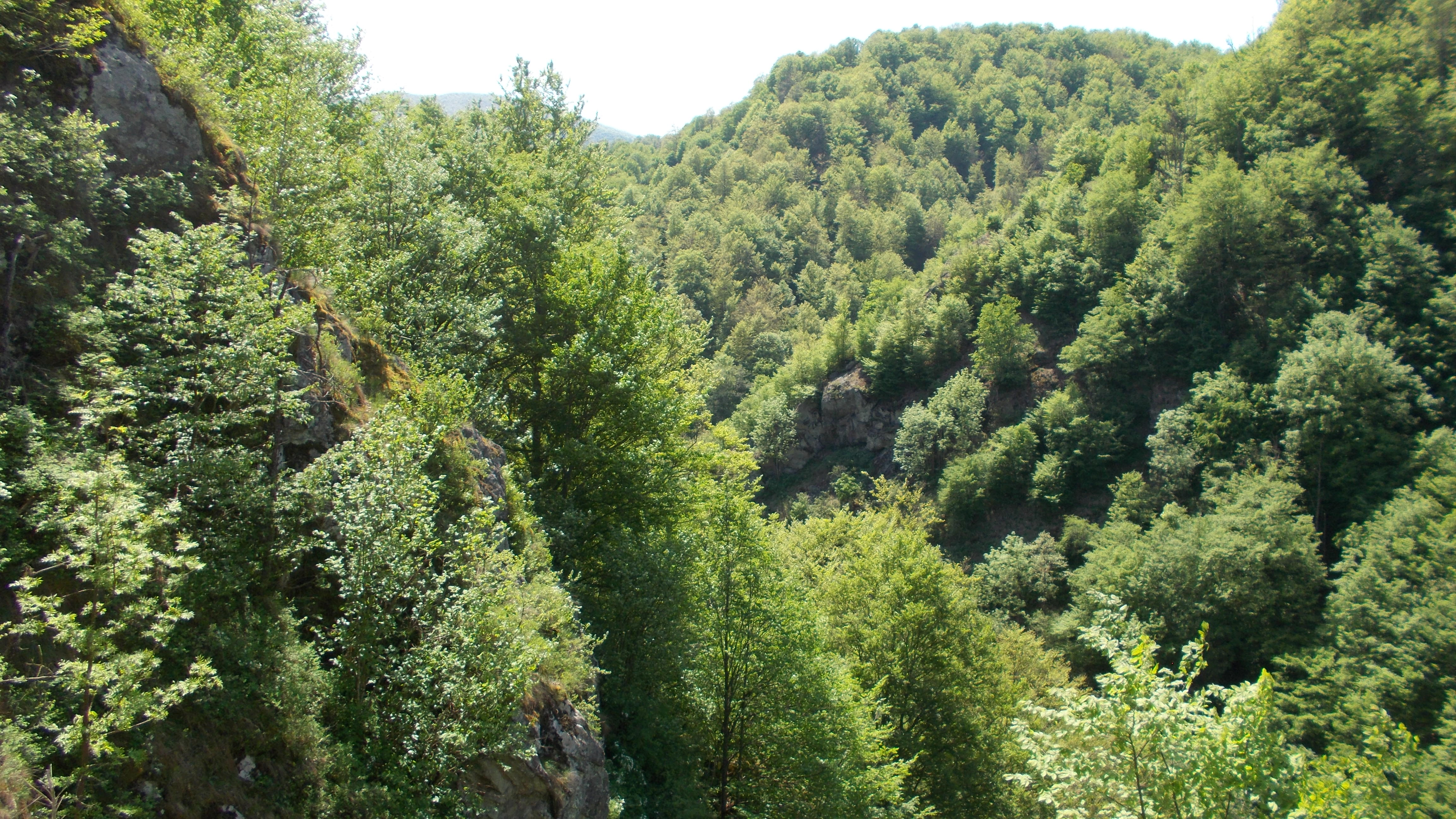
Cheile Cernei

Situl Cheile Cernei prezintă o arie naturală ce adăpostește elemente rare de floră spontană și faună sălbatică specifice sud-vestului Apusenilor. Acesta dispune de un habitat natural prioritar din clasa (9130) Păduri de fag de tip Asperulo-Fagetum.
La baza desemnării sitului se află mai multe specii faunistice (mamifere, păsări, reptile, amfibieni, pești) și floristice (arbori, arbusti, ierburi și flori) enumerate în anexa I-a a Directivei Consiliului European 92/43/CE din 21 mai 1992 (privind conservarea habitatelor naturale și a speciilor de faună și floră sălbatică) sau aflate pe lista roșie a IUCN.

### Faună
Mamifere cu specii de: urs brun (Ursus arctos, cerb (Cervus elaphus), căprioară (Capreolus capreolus), lup cenușiu (Canis lupus), mistreț (Sus scrofa), râs eurasiatic (Lynx lynx), șoarecele pitic (Micromys minutus), liliacul urecheat (Plecotus auritus), liliacul de apă (Myotis daubentonii);
Păsări (migratoare, de pasaj) protejate la nivel european prin Directiva CE 147/CE (anexa I-a) din 30 noiembrie 2009: uliu păsărar (Accipiter nisus), acvilă țipătoare mică (Aquila pomarina), lăstun mare (Apus apus), lăstun de stâncă (Hirundo rupestris), rândunică roșcată (Hirundo daurica), fluturaș de stâncă (Tichodroma muraria), pupăză (Upupa epops), cuc (Cuculus canorus), codroș de munte (Phoenicurus ochruros), mărăcinar (Saxicola rubetra), mărăcinar negru (Saxicola torquata), pănțăruș (Troglodytes troglodytes), pitulice de munte (Phylloscopus collybita); 
Reptile, amfibieni și pești: viperă (Vipera berus), vipera cu corn (Vipera ammodytes), balaur (Coluber jugularis), șopârla de pădure (Lacerta praticola), șopârla de ziduri (Podarcis muralis), sălămâzdra de uscat (Salamandra salamandra), broască verde de pădure (Rana esculenta), ivorașul-cu-burta-galbenă (Bombina variegata), clean (Squalius cephalus), clean mic (Leuciscus leuciscus), lipan (Thymallus thymallus), păstrăv de munte (Salmo trutta fario).

### Floră
În arealul sitului este semnalată prezența câtorva rarități floristice, printre care unele protejate prin aceeași Directivă a CE 92/43/CE din 21 mai 1992, privind conservarea habitatelor naturale și a speciilor de faună și floră sălbatică.

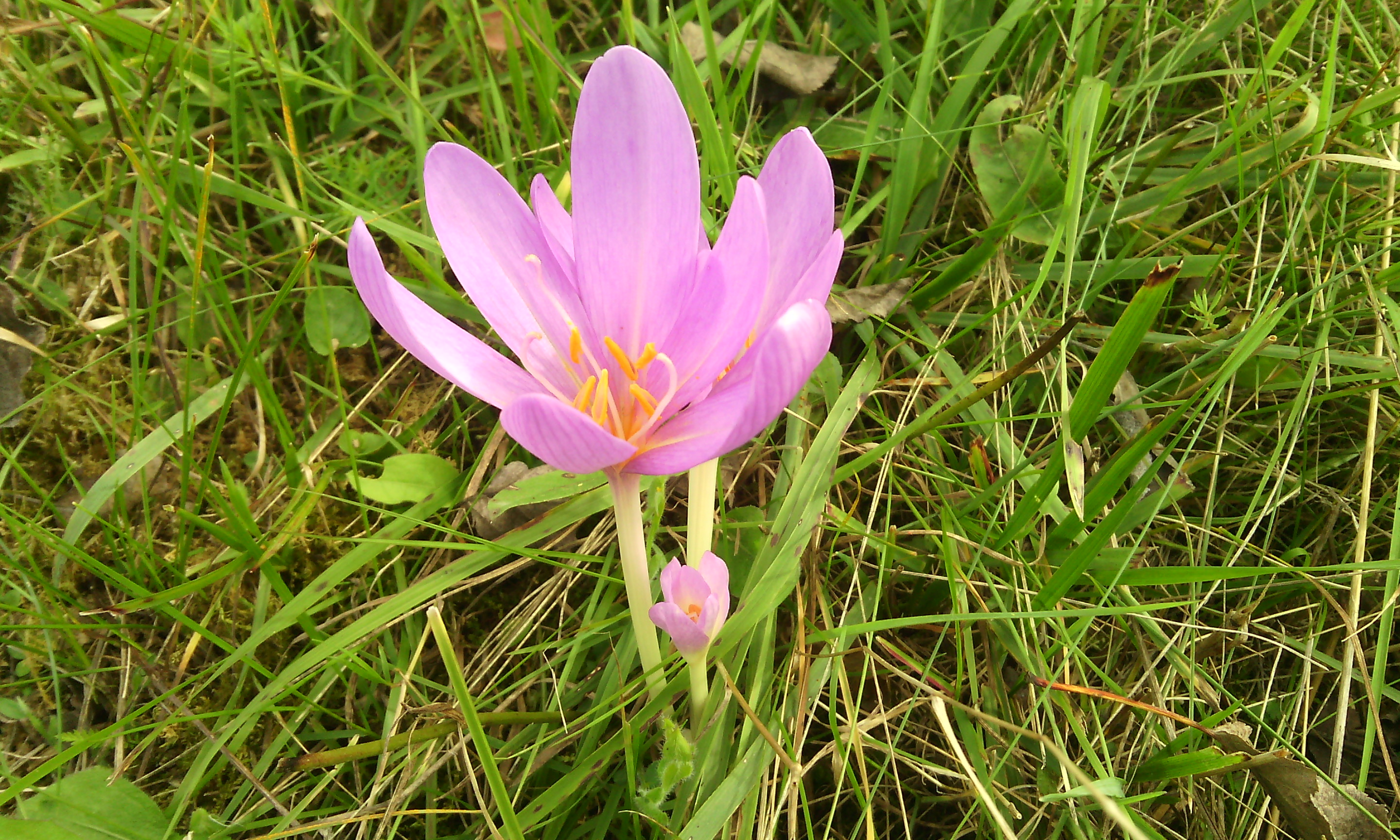
Brândușă de toamnă (Colchicum autumnale)

Arbori și arbusti: gorun (Quercus petraea), stejar (Quercus robur), fag (Fagus sylvatica), carpen (Carpinus betulus), paltin de munte (Acer pseudoplatanus), ulm de munte (Ulmus gablra), tei pucios (Tilia cordata), cireș sălbatic (Prunus avium), sorb (Sorbus torminalis), scoruș (Sorbus domestica), alun (Corylus avellana), măceș (Rosa canina), păducel (Crataegus monogyna), sânger (Cornus sanguinea), curpen de pădure (Climatis vitalba), soc negru (Sambucus nigra), corn (Cornus mas), lemnul câinelui (Ligustrum vulgare), salbă moale (Euonymus europaeus); 
Ierburi și flori: colțișor (Dentaria bulbifera), plămânărică (Pulmonaria officinalis), piperul-lupului (Asarum europaeum), leurdă brândușă de toamnă (Colchicum autumnale), (Allium ursinum), vinariță (Asperula odorata), garofiță de munte (Dianthus tenuifolius), garofiță albă de stânci (Dianthus spiculifolius), talpa-ursului (Acanthus longifolius), sânzienă roșie (Galium purpureum), mlăștiniță (Epipactis helleborine), crin de pădure (Linum uninerve), moșmon (Micromeria pulegium), brie (Athamanta turbith ssp. hungarica), brei (Mercurialis perennis), albăstreaua de munte (Centaurea pinnatifida), iarbă-mare (Achnatherum calamagrostis), iarbă moale (Stellaria holostea).

## Căi de acces
- Drumul județean DJ687E pe ruta Hunedoara - Teliucu Inferior - Teliucu Superior - drumul județean DJ687D în direcția Toplița - Dăbâca - Lunca Cernii de Jos.

## Monumente și atracții turistice
În vecinătatea sitului se află câteva obiective de interes istoric, cultural și turistic (lăcașuri de cult, monumente istorice, arii naturale protejate, situri arheologice, muzee); astfel:

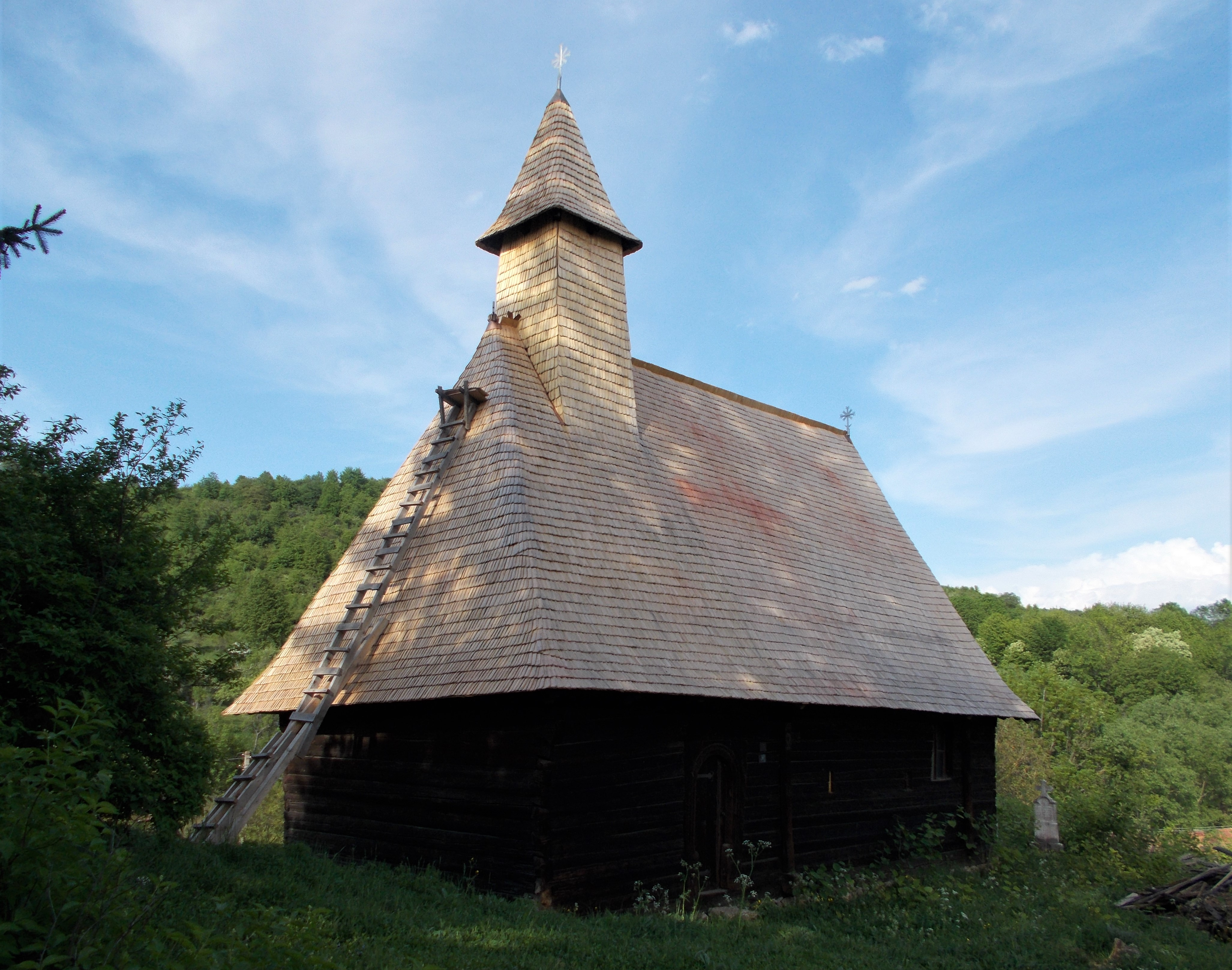
Biserica de lemn din Alun

- Biserica de lemn „Adormirea Maicii Domnului” din Alun, construcție secolul al XVII-lea, monument istoric.
- Biserica de lemn „Pogorârea Duhului Sfânt” din Bunila, construcție 1903.
- Biserica de lemn din Poienița Voinii
- Biserica de lemn „Sfântul Nicolae” din Vălari, construcție secolul al XVIII-lea, monument istoric.
- Ansamblul rural (case de lemn construite la începutul secolului al XX-lea) din satul Bunila, monument istoric.
- Casa memorială "Drăgan Muntean" din satul Poienița Voinii
- Drumul de marmură de la Alun
- Ariile protejate: Codrii seculari pe Valea Dobrișoarei și Prisloapei, Ținutul Pădurenilor (sit SCI).